# バーンプリー郡
座標: 北緯13度36分21秒 東経100度42分22秒 / 北緯13.60583度 東経100.70611度
バーンプリー郡（バーンプリーぐん、バンプリーなどとも）はタイ中部・サムットプラーカーン県の郡の一つ。

## 名称
「バーン」とは水辺の村、「プリー」とは供え物を意味する。この名前の由来には2つの説がある。

## 歴史
1498年、ラーマティボーディー2世が運河を掘った際に出てきた、仏像に供え物をし、この地に「バットプリー」と名付けた、バーンプリーの名はここから来ているという説がある。1593年にはナレースワンがここに兵を置き、勝利を祈って神仏に供え物をした。ここからバーンプリーの名が来ているという説もある。

## 地理
郡内は平地であり、網の目のように運河が通っている。
交通は南北に国道3256号線が通っており、北はバンコクのラートクラバン区と、南は国道3268号線（テーパーラック通り）と通じている。東西にはバーンナー・トラート高速道路が郡庁より北側に、テーパーラック通りが郡庁の前にそれぞれ東西に通っており、東はバーンボー方面、西はバンコクバーンナー区方面に通じている。

## 経済
バーンプリー郡の北および北西部はバンコクと接しておりバンコクの市街地の一部になっている。郡北の県境界線を越えたラートクラバン区（バンコク）にラートクラバン工業団地や貨物駅があり、また郡の西南部にバーンプー工業団地（サムットプラーカーン市内）があるため、バーンプリー郡はそのトラック輸送の経由地となっている。また郡内にはスワンナプーム国際空港（新バンコク国際空港）がある。
なお、郡の名産品はハスである。郡の名産であるハスの収穫を祝い、来年のハスの豊作を願う祭（ラップブワ）が郡内で行われる。開催されるのは毎年の安居明けに、地元民や観光客によってルワンポー・トーと呼ばれる仏像に対して、ハスが捧げられる儀式である。ラップブワでは船に乗ったルワンポー・トー仏が運河を航行し、運河の両岸から参拝客がハスを投げ入れるという形式である。ルワンポー・トーは千年前にバーンパコン（チャチューンサオ県）に流れ着いた3体の仏像の一つと地元の伝承では伝えられている。

## 行政区分
バーンプリー郡は6のタムボンに分かれ、さらにその下位に83の村（ムーバーン）がある。郡内には自治体（テーサバーン）が設置されており以下のようになっている。
- テーサバーンタムボン・バーンプリー・・・タムボン・バーンプリーヤイ、タムボン・バーンプラー、タムボン・バーンチャローンの一部

ここで欠けている地理番号は郡の一部がバーンサオトン郡に分離した時に切り離されたタムボンの物である。
1. タムボン・バーンプリーヤイ・・・ตำบลบางพลีใหญ่
2. タムボン・バーンケーオ・・・ตำบลบางแก้ว
3. タムボン・バーンプラー・・・ตำบลบางปลา
4. タムボン・バーンチャローン・・・ตำบลบางโฉลง

1. タムボン・ラーチャーテーワ・・・ตำบลราชาเทวะ
2. タムボン・ノーンプルー・・・ตำบลหนองปรือ